# Distrito de Hajdúnánás
El distrito de Hajdúnánás (húngaro: Hajdúnánási járás) es un distrito húngaro perteneciente al condado de Hajdú-Bihar.
En 2013 tiene 29 638 habitantes. Su capital es Hajdúnánás.

## Municipios
El distrito tiene 2 ciudades (en negrita) y 4 pueblos (población a 1 de enero de 2012):
- Folyás (328)
- Görbeháza (2402)
- Hajdúnánás (16 975) – la capital
- Polgár (7915)
- Tiszagyulaháza (705)
- Újtikos (907)